# Casa Samnítica

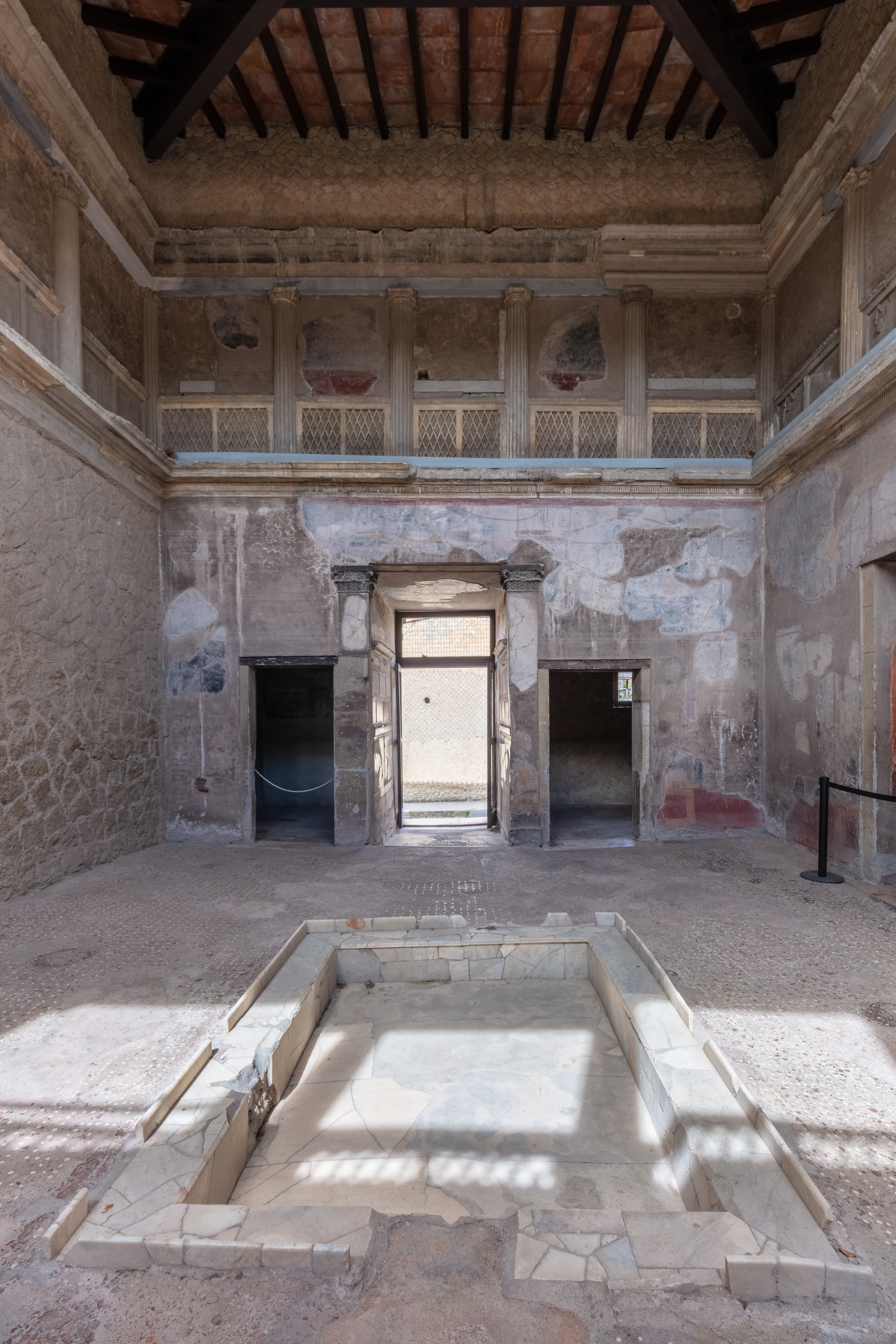
Atrio.

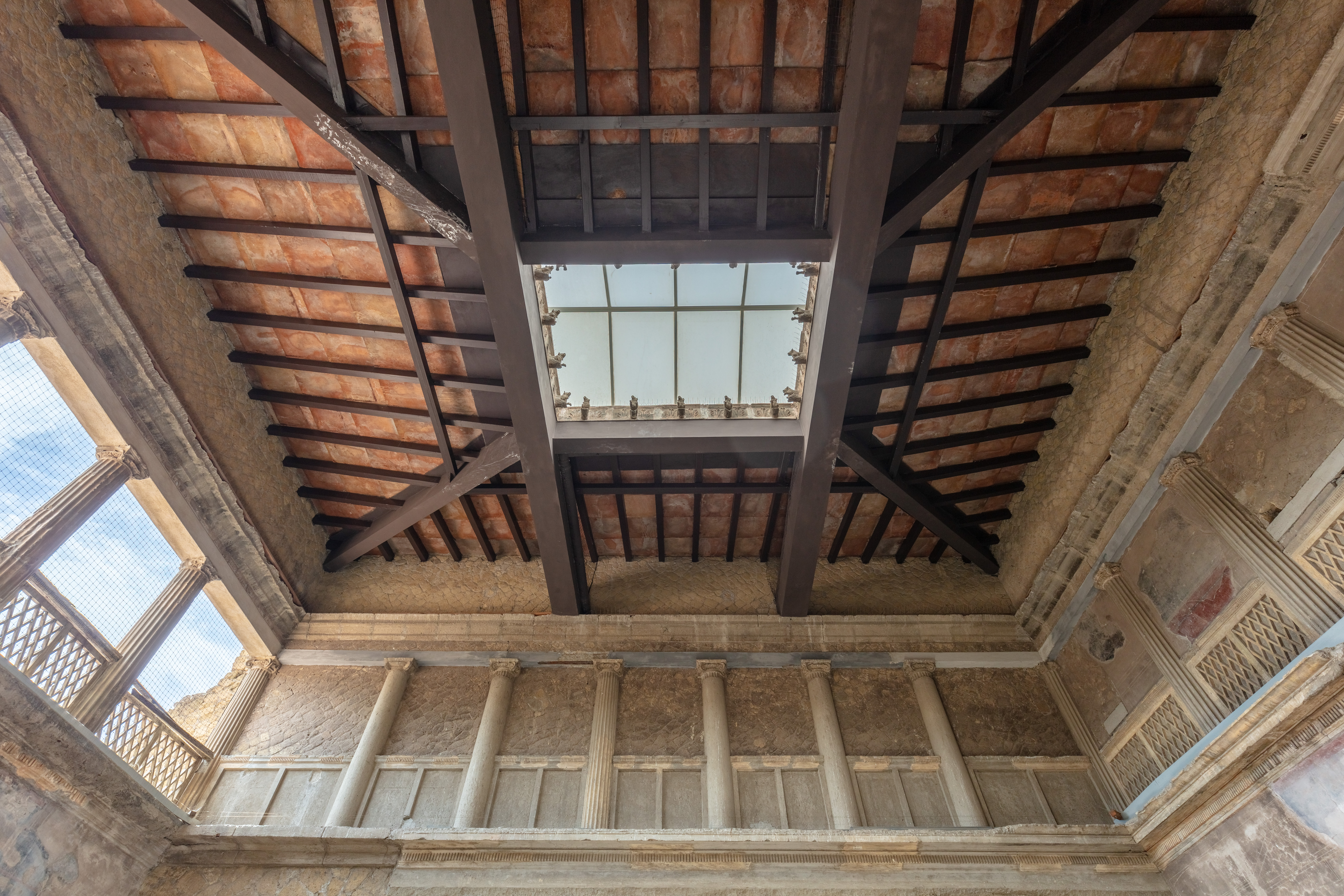
Parte superior.

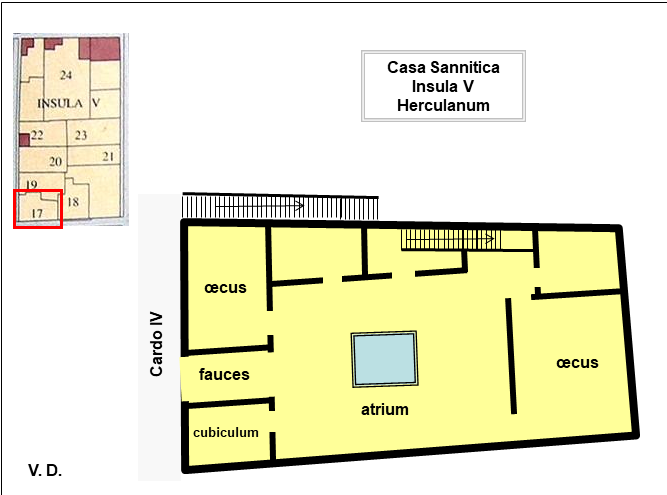
Plano.

La Casa Samnítica (en italiano, Casa Sannitica) es un edificio residencial en Herculano (V.1). Es particularmente digno de mención porque, al ser una de las casas más antiguas de Herculano, se remonta al período de los samnitas, que gobernaron la ciudad desde el siglo IV a. C. antes que los romanos en el 89 a. C. tomó el control de esta región. Parte de la decoración de la casa se remonta al período samnita.
La casa probablemente fue construida en el siglo II. En la pared de la habitación 2 (la habitación a la izquierda de la entrada) había una breve inscripción en osco (lengua samnita), Spunes Lopi, que dio nombre a la casa. La casa tuvo jardín, pero con el cambio de siglo II al I a. C. fue vendido a la casa vecina, la Casa del Gran Portale.
La casa de dos pisos fue excavada en 1931 bajo la dirección de Amedeo Maiuri y en la actualidad cuenta con una cubierta. El atrio está en el centro de la casa. La entrada con los grifos está al oeste: la pequeña habitación del primer piso tiene estucos bien conservados del  primer estilo. Alrededor del atrio hay habitaciones adicionales. Una de ellas probablemente sea una tienda que da a la calle. La mayoría de las habitaciones están ricamente decoradas, pero los cuadros suelen estar muy descoloridos. En la parte trasera de la casa también hay una habitación con escaleras a la planta superior. Dos habitaciones más siguen las escaleras. Otra escalera está fuera de la casa; También conduce a las habitaciones superiores de la casa, donde obviamente había un apartamento independiente. 
En la parte trasera de la casa hay también un tablinum, cuyo suelo está decorado con un mosaico geométrico con un rosetón en el centro en opus signinum. Las paredes muestran restos de elaboradas pinturas del cuarto estilo. Sin embargo, estos no están bien conservados. En la sala vecina se encuentran los cuadros, también en cuarto estilo, mejor conservada y muestra una arquitectura fantástica sobre un fondo azul. Particularmente destacable es el atrio: en la parte inferior hay pinturas del cuarto estilo. En la parte superior, en el segundo piso, los muros muestran hileras de pilastras de orden jónico con parapetos de rombos en el medio. Los campos superiores estaban pintados. La parte posterior de la pared de la pilastra se abre hacia el exterior, lo que hace que el atrio esté bien iluminado y sea diferente de muchos otros atrios que no tienen buenas fuentes de luz.